# Pheng Xat Lao
Pheng Xat Lao (laotisch ເພງຊາດລາວ, ALA-LC: Phēng sāt lāo, Aussprache: [pʰéːŋ sâːt láːw]) ist die Nationalhymne der Demokratischen Volksrepublik Laos. Sie wurde 1941 von Thongdy Sounthonevichit (1905–1968) komponiert und 1947 als Hymne des Königreiches Laos angenommen. Der ursprüngliche Text der Hymne wurde 1975 nach der Proklamation der Demokratischen Volksrepublik Laos ersetzt.

## Laotisch
ຊາດລາວຕັ້ງແຕ່ໃດມາ ລາວທຸກຖ້ວນຫນ້າເຊີດຊູສຸດໃຈ

ຮ່ວມແຮງຮ່ວມຈິດຮ່ວມໃຈ ສາມັກຄີກັນເປັນກຳລັງດຽວ

ເດັດດ່ຽວພ້ອມກັນກ້າວຫນ້າ ບູຊາຊູກຽດຂອງລາວ

ສົ່ງເສີມໃຊ້ສິດເປັນເຈົ້າ ລາວທຸກຊົນເຜົ່າສະເໝີພາບກັນ

ບໍ່ໃຫ້ພວກຈັກກະພັດ ແລະພວກຂາຍຊາດເຂົ້າມາລົບກວນ

ລາວທັງມວນຊູເອກະລາດ ອິດສະລະພາບຂອງຊາດລາວໄວ້

ຕັດສິນໃຈສູ້ຊິງເອົາໄຊ ພາຊາດລາວໄປສູ່ຄວາມວັດທະນາ

## Transliteration des laotischen Originaltextes
Sāt Lāo tang tǣ dai mā lāo thuk thūan nā sœ̄t sū sut chai
Hūam hǣng hūam chit hūam chai samakkhi kan pen kamlang dīao
Det dīao phǭm kan kāo nā būsā sū kīat khǭng lāo
Song sœ̄m sai sit pen chao lāo thuk son phao samœ̄ phāp kan
Bǭ hai phūak chakkaphat læ phūak khai sāt khao mā lop khūam
Lāo thang mūan sū ēkalāt itsalaphāp khǭng sāt lāo vai
Tat sin chai sū sing ao sai phā sāt lāo pai sū khwām vatthanā.

## Deutsche Übersetzung
Zu allen Zeiten haben die Menschen von Laos ihr Vaterland gepriesen,
Vereint in ihren Herzen, ihrem Geist und ihrer Kraft.
Entschlossen vorwärts schreitend, die Größe des laotischen Volkes anerkennend und vermehrend
Und das Recht beanspruchend, ihre eigenen Herren zu sein. Die Menschen von Laos jedweder Herkunft sind gleich
Und werden den Imperialisten und Verrätern nie mehr gestatten, ihnen zu schaden.
Das ganze Volk wird die Unabhängigkeit und die Freiheit der laotischen Nation verteidigen.
Entschlossen, für den Sieg zu kämpfen, um die Nation zur Entwicklung zu führen.